# Hrvatski rukometni kup za muškarce – kvalifikacije 2020./21.
Ovaj članak je podtema članka: Hrvatski rukometni kup za muškarce 2020./21.

Regionalne kvalifikacije za Hrvatski rukometni kup za muškarce za sezonu 2020./21. 
 
Igrane su u pet regija - "Istok", "Jug", "Sjever", "Središte" i "Zapad", kroz koje se deset klubova plasiralo u osminu završnice Hrvatskog kupa 2020./21.

## Regija Istok
Klubovi iz županija: 
- Brodsko-posavska
- Osječko-baranjska
- Požeško-slavonska
- Virovitičko-podravska
- Vukovarsko-srijemska

1. kolo
| datum             | mjesto odigravanja | par                       | rez.  | napomene | izvještaj                                                                    |
| ----------------- | ------------------ | ------------------------- | ----- | -------- | ---------------------------------------------------------------------------- |
| 10. veljače 2021. | Slatina            | Slatina - Viro-Virovitica | 35:19 |          | Arhivirana inačica izvorne stranice od 10. listopada 2021. (Wayback Machine) |

2. kolo
| datum             | mjesto odigravanja | par                                      | rez.  | napomene                                               | izvještaj                                                                    |
| ----------------- | ------------------ | ---------------------------------------- | ----- | ------------------------------------------------------ | ---------------------------------------------------------------------------- |
| 17. veljače 2021. | Đakovo             | Đakovo - Osijek                          | 22:26 | "Osijek" se plasirao u osminu završnice Hrvatskog kupa | Arhivirana inačica izvorne stranice od 10. listopada 2021. (Wayback Machine) |
| 24. veljače 2021. | Nova Gradiška      | Nova Gradiška BD Gruppe Austria - Požega | 25:26 |                                                        | Arhivirana inačica izvorne stranice od 10. listopada 2021. (Wayback Machine) |
| 24. veljače 2021. | Valpovo            | Valpovka Valpovo - Slatina               | 21:31 |                                                        | Arhivirana inačica izvorne stranice od 10. listopada 2021. (Wayback Machine) |

3. kolo
| datum           | mjesto odigravanja | par              | rez.  | napomene                                                 | izvještaj                                                                    |
| --------------- | ------------------ | ---------------- | ----- | -------------------------------------------------------- | ---------------------------------------------------------------------------- |
| 3. ožujka 2021. | Slatina            | Slatina - Požega | 35:31 | "Slatina" se plasirala u osminu završnice Hrvatskog kupa | Arhivirana inačica izvorne stranice od 10. listopada 2021. (Wayback Machine) |

## Regija Jug
Klubovi iz županija: 
- Dubrovačko-neretvanska
- Splitsko-dalmatinska
- Šibensko-kninska
- Zadarska

Pretkolo
| datum              | mjesto odigravanja | par                 | rez.  | napomene | izvještaj                                                                    |
| ------------------ | ------------------ | ------------------- | ----- | -------- | ---------------------------------------------------------------------------- |
| 11. studenog 2020. | Zadar              | Zadar 1954 - Vodice | 37:24 |          | Arhivirana inačica izvorne stranice od 11. listopada 2021. (Wayback Machine) |

1. kolo
| datum              | mjesto odigravanja | par                                              | rez.  | napomene | izvještaj                                                                    |
| ------------------ | ------------------ | ------------------------------------------------ | ----- | -------- | ---------------------------------------------------------------------------- |
| 17. studenog 2020. | Solin              | Solin - Trilj                                    | 24:18 |          | Arhivirana inačica izvorne stranice od 11. listopada 2021. (Wayback Machine) |
| 17. studenog 2020. | Opuzen             | Opuzen - Metković – Mehanika                     | 21:31 |          | Arhivirana inačica izvorne stranice od 11. listopada 2021. (Wayback Machine) |
| 17. studenog 2020. | Biograd na Moru    | Biograd (Biograd na Moru) - Zadar 1954           | 25:32 |          | Arhivirana inačica izvorne stranice od 11. listopada 2021. (Wayback Machine) |
| 18. studenog 2020. | Split              | Krilnik Split - Ribola Kaštela (Kaštel Gomilica) | 14:29 |          | Arhivirana inačica izvorne stranice od 11. listopada 2021. (Wayback Machine) |
| 18. studenog 2020. | Makarska           | Kingtrade Makarska - Balić&Metličić Split        | 21:31 |          | Arhivirana inačica izvorne stranice od 11. listopada 2021. (Wayback Machine) |
| 19. studenog 2020. | Korčula            | Korčula - Dubrovnik RKHM                         | 28:35 |          | Arhivirana inačica izvorne stranice od 11. listopada 2021. (Wayback Machine) |
| 19. studenog 2020. | Sinj               | Kamičak Sinj - Split                             | 37:34 |          | Arhivirana inačica izvorne stranice od 11. listopada 2021. (Wayback Machine) |
| 27. siječnja 2021. | Omiš               | Hrvatski dragovoljac Dugi Rat - Trogir           | 23:24 |          | Arhivirana inačica izvorne stranice od 11. listopada 2021. (Wayback Machine) |

2. kolo
| datum              | mjesto odigravanja | par                                       | rez.  | napomene | izvještaj                                                                    |
| ------------------ | ------------------ | ----------------------------------------- | ----- | -------- | ---------------------------------------------------------------------------- |
| 16. siječnja 2021. | Metković           | Metković – Mehanika - Dubrovnik RKHM      | 27:28 |          | Arhivirana inačica izvorne stranice od 11. listopada 2021. (Wayback Machine) |
| 2. veljače 2021.   | Split              | Balić&Metličić Split - Zadar 1954         | 31:28 |          | Arhivirana inačica izvorne stranice od 11. listopada 2021. (Wayback Machine) |
| 11. veljače 2021.  | Sinj               | Kamičak Sinj - Solin                      | 24:20 |          | Arhivirana inačica izvorne stranice od 11. listopada 2021. (Wayback Machine) |
| 3. ožujka 2021.    | Kaštel Sućurac     | Ribola Kaštela (Kaštel Gomilica) - Trogir | 29:13 |          | Arhivirana inačica izvorne stranice od 11. listopada 2021. (Wayback Machine) |

3. kolo
| datum             | mjesto odigravanja | par                                               | rez.  | napomene                                                        | izvještaj                                                                    |
| ----------------- | ------------------ | ------------------------------------------------- | ----- | --------------------------------------------------------------- | ---------------------------------------------------------------------------- |
| 18. veljače 2021. | Sinj               | Kamičak Sinj - Balić&Metličić Split               | 26:38 | "Balić&Metličić" se plasirao u osminu završnice Hrvatskog kupa  | Arhivirana inačica izvorne stranice od 11. listopada 2021. (Wayback Machine) |
| 10. ožujka 2021.  | Kaštel Sućurac     | Ribola Kaštela (Kaštel Gomilica) - Dubrovnik RKHM | 35:24 | "Ribola Kaštela" se plasirala u osminu završnice Hrvatskog kupa | Arhivirana inačica izvorne stranice od 11. listopada 2021. (Wayback Machine) |

## Regija Sjever
Klubovi iz županija: 
- Bjelovarsko-bilogorska
- Koprivničko-križevačka
- Međimurska
- Varaždinska

1. kolo
| datum              | mjesto odigravanja | par                             | rez.      | napomene                   | izvještaj                                                                    |
| ------------------ | ------------------ | ------------------------------- | --------- | -------------------------- | ---------------------------------------------------------------------------- |
| 25. studenog 2020. | Daruvar            | Daruvar - Ilova Grubišno Polje  | 35:40     |                            | Arhivirana inačica izvorne stranice od 29. listopada 2021. (Wayback Machine) |
|                    |                    | Nedelišće - Vidovec             | 0:10 b.b. | "Vidovec" prošao bez borbe |                                                                              |
| 27. siječnja 2021. | Prelog             | Prelog - KTC Križevci           | 24:47     |                            | Arhivirana inačica izvorne stranice od 29. listopada 2021. (Wayback Machine) |
| 30. siječnja 2021. | Koprivnica         | Koprivnica - Čakovec            | 27:33     |                            | Arhivirana inačica izvorne stranice od 29. listopada 2021. (Wayback Machine) |
| 10. veljače 2021.  | Ivanec             | Ivančica Ivanec - Varaždin 1930 | 14:37     |                            | Arhivirana inačica izvorne stranice od 29. listopada 2021. (Wayback Machine) |
| 10. veljače 2021.  | Trnovec            | Marof (Novi Marof) - Trnovec    | 25:35     |                            | Arhivirana inačica izvorne stranice od 29. listopada 2021. (Wayback Machine) |
| 10. veljače 2021.  | Ludbreg            | Ludbreg - Bjelovar              | 19:27     |                            | Arhivirana inačica izvorne stranice od 29. listopada 2021. (Wayback Machine) |

2. kolo
| datum             | mjesto odigravanja | par                                 | rez.          | napomene | izvještaj                                                                    |
| ----------------- | ------------------ | ----------------------------------- | ------------- | -------- | ---------------------------------------------------------------------------- |
| 17. veljače 2021. | Trnovec            | Trnovec - Čakovec                   | 22:31         |          | Arhivirana inačica izvorne stranice od 29. listopada 2021. (Wayback Machine) |
| 17. veljače 2021. | Vidovec            | Vidovec - Bjelovar                  | 31:30         |          | Arhivirana inačica izvorne stranice od 29. listopada 2021. (Wayback Machine) |
| 24. veljače 2021. | Križevci           | Ilova Grubišno Polje - KTC Križevci | 20:43         |          | Arhivirana inačica izvorne stranice od 29. listopada 2021. (Wayback Machine) |
|                   |                    | Varaždin 1930                       | Varaždin 1930 | slobodni |                                                                              |

3. kolo
| datum             | mjesto odigravanja | par                     | rez.  | napomene                                                      | izvještaj                                                                    |
| ----------------- | ------------------ | ----------------------- | ----- | ------------------------------------------------------------- | ---------------------------------------------------------------------------- |
| 24. veljače 2021. | Čakovec            | Čakovec - Varaždin 1930 | 26:31 | "Varaždin 1930" se plasirao u osminu završnice Hrvatskog kupa | Arhivirana inačica izvorne stranice od 29. listopada 2021. (Wayback Machine) |
| 3. ožujka 2021.   | Vidovec            | Vidovec - KTC Križevci  | 24:31 | "KTC" se plasirao u osminu završnice Hrvatskog kupa           | Arhivirana inačica izvorne stranice od 29. listopada 2021. (Wayback Machine) |

## Regija Središte
Klubovi iz županija: 
- Krapinsko-zagorska
- Sisačko-moslavačka
- Zagrebačka
- Grad Zagreb

1. kolo
| datum              | mjesto odigravanja | par                                      | rez.  | napomene | izvještaj                                                                    |
| ------------------ | ------------------ | ---------------------------------------- | ----- | -------- | ---------------------------------------------------------------------------- |
| 24. studenog 2020. | Zagreb             | ZG-Dubrava Zagreb - Ivanić (Ivanić-Grad) | 35:23 |          | Arhivirana inačica izvorne stranice od 29. listopada 2021. (Wayback Machine) |
| 25. studenog 2020. | Rugvica            | Rugvica - Moslavina Kutina               | 21:39 |          | Arhivirana inačica izvorne stranice od 29. listopada 2021. (Wayback Machine) |
| 25. studenog 2020. | Zagreb             | Medveščak Zagreb - Sesvete               | 24:47 |          | Arhivirana inačica izvorne stranice od 29. listopada 2021. (Wayback Machine) |
| 27. siječnja 2021. | Dugo Selo          | Dugo Selo - Rudar Rude                   | 37:28 |          | Arhivirana inačica izvorne stranice od 29. listopada 2021. (Wayback Machine) |
| 18. veljače 2021.  | Sisak              | Sisak - Metalac Zagreb                   | 36:26 |          | Arhivirana inačica izvorne stranice od 29. listopada 2021. (Wayback Machine) |
| 23. veljače 2021.  | Kutina             | Petrinja - Maksimir Pastela Zagreb       | 30:26 |          | Arhivirana inačica izvorne stranice od 29. listopada 2021. (Wayback Machine) |
| 25. veljače 2021.  | Zagreb             | Novi Zagreb - Gorica (Velika Gorica)     | 24:52 |          | Arhivirana inačica izvorne stranice od 29. listopada 2021. (Wayback Machine) |

2. kolo
| datum             | mjesto odigravanja | par                                  | rez.                   | napomene                     | izvještaj                                                                    |
| ----------------- | ------------------ | ------------------------------------ | ---------------------- | ---------------------------- | ---------------------------------------------------------------------------- |
| 10. veljače 2021. | Dugo Selo          | Dugo Selo - Sesvete                  | 25:26                  |                              | [neaktivna poveznica]                                                        |
|                   |                    | ZG-Dubrava Zagreb - Moslavina Kutina | 0:10 b.b.              | "Moslavina" prošla bez borbe |                                                                              |
| 6. ožujka 2021.   | Sisak              | Petrinja - Sisak                     | 30:32                  |                              | Arhivirana inačica izvorne stranice od 29. listopada 2021. (Wayback Machine) |
|                   |                    | Gorica (Velika Gorica)               | Gorica (Velika Gorica) | slobodni                     |                                                                              |

3. kolo
| datum            | mjesto odigravanja | par                                       | rez.  | napomene                                                    | izvještaj                                                                    |
| ---------------- | ------------------ | ----------------------------------------- | ----- | ----------------------------------------------------------- | ---------------------------------------------------------------------------- |
| 3. ožujka 2021.  | Kutina             | Moslavina Kutina - Gorica (Velika Gorica) | 27:33 | "Gorica" se plasirala u osminu završnice Hrvatskog kupa     | Arhivirana inačica izvorne stranice od 29. listopada 2021. (Wayback Machine) |
| 11. ožujka 2021. | Sisak              | Sisak - Sesvete                           | 20:46 | "Sesvete" su se plasirale u osminu završnice Hrvatskog kupa | Arhivirana inačica izvorne stranice od 29. listopada 2021. (Wayback Machine) |

## Regija Zapad
Klubovi iz županija: 
- Istarska
- Karlovačka
- Ličko-senjska
- Primorsko-goranska

1. kolo
| datum              | mjesto odigravanja | par                                 | rez.      | napomene                  | izvještaj                                                                    |
| ------------------ | ------------------ | ----------------------------------- | --------- | ------------------------- | ---------------------------------------------------------------------------- |
| 25. studenog 2020. | Karlovac           | Dubovac-Gaza Karlovac - Karlovac    | 25:40     |                           | Arhivirana inačica izvorne stranice od 29. listopada 2021. (Wayback Machine) |
| 25. studenog 2020. | Ogulin             | Ogulin - Gospić                     | 42:31     |                           | Arhivirana inačica izvorne stranice od 29. listopada 2021. (Wayback Machine) |
|                    |                    | Buje 53 - Kozala Rijeka             | 0:10 b.b. | "Kozala" prošla bez borbe |                                                                              |
| 26. siječnja 2021. | Senj               | Senj - Mornar Dramalj-Crikvenica    | 38:25     |                           | Arhivirana inačica izvorne stranice od 29. listopada 2021. (Wayback Machine) |
| 28. siječnja 2021. | Pula               | Arena-Pula - Buzet                  | 21:32     |                           | Arhivirana inačica izvorne stranice od 29. listopada 2021. (Wayback Machine) |
| 16. veljače 2021.  | Pula               | Veruda Pula - Rudar Adria Oil Labin | 31:42     |                           | Arhivirana inačica izvorne stranice od 29. listopada 2021. (Wayback Machine) |
|                    |                    | 28. April Kaštelir - Rovinj         | 0:10 b.b. | "Rovinj" prošao bez borbe |                                                                              |

2. kolo
| datum              | mjesto odigravanja | par                                  | rez.  | napomene | izvještaj                                                                    |
| ------------------ | ------------------ | ------------------------------------ | ----- | -------- | ---------------------------------------------------------------------------- |
| 30. siječnja 2021. | Rijeka             | Kozala Rijeka - Senj                 | 32:37 |          | Arhivirana inačica izvorne stranice od 29. listopada 2021. (Wayback Machine) |
| 23. veljače 2021.  | Rovinj             | Rovinj - Buzet                       | 24:21 |          | Arhivirana inačica izvorne stranice od 29. listopada 2021. (Wayback Machine) |
| 24. veljače 2021.  | Labin              | Rudar Adria Oil Labin - Zamet Rijeka | 27:32 |          | Arhivirana inačica izvorne stranice od 29. listopada 2021. (Wayback Machine) |
| 1. ožujka 2021.    | Ogulin             | Ogulin - Karlovac                    | 27:37 |          | [neaktivna poveznica]                                                        |

3. kolo
| datum           | mjesto odigravanja | par                 | rez.  | napomene                                               | izvještaj                                                                    |
| --------------- | ------------------ | ------------------- | ----- | ------------------------------------------------------ | ---------------------------------------------------------------------------- |
| 3. ožujka 2021. | Senj               | Senj - Zamet Rijeka | 25:29 | "Zamet" se plasirao u osminu završnice Hrvatskog kupa  | Arhivirana inačica izvorne stranice od 29. listopada 2021. (Wayback Machine) |
| 3. ožujka 2021. | Rovinj             | Rovinj - Karlovac   | 25:24 | "Rovinj" se plasirao u osminu završnice Hrvatskog kupa | Arhivirana inačica izvorne stranice od 29. listopada 2021. (Wayback Machine) |

## Vanjske poveznice
- hrs.hr, Hrvatski rukometni savez
- hrs.hr, Natjecanje / Hrvatski kup - Muški
- hrs.hr, Kup Hrvatske